# Mikołaj Slaski
Mikołaj Slaski (ur. ok. 1614 na Mazowszu; zm. 20 lipca 1677, w Połocku) – jezuita, rektor kolegiów w Smoleńsku, Połocku oraz Reszlu.
Pochodził z rodu Slaskich h. Grzymała.
Jezuita, do zakonu wstąpił 12 września 1635 w Wilnie. 
Był m.in. prefektem szkoły w Łomży (w latach 1648–1649), a następnie rektorem znanego kolegium jezutów w Smoleńsku (w latach 1654–1655). Potem był misjonarzem na terenach rosyjskich, a później prokuratorem zniszczonego kolegium w Witebsku (w latach 1661–1662), a następnie, dwukrotnie rektorem kolegium w Połocku (w latach 1663–1670 i 1675–1677). Potem rektorem kolegium w Reszlu (w latach 1670–1673). 
Był budowniczym szeregu kościołów w dobrach jezuickich kolegium połockiego, m.in. kościołów św. Piotra i Pawła na Zamku, św. Zofii, św. Kazimierza i św. Jana Chrzciciela nad Dźwiną, Ekimani, Ihumenowie i Zahaciu. 